# RK Medveščak Zagreb (žene)
Ženska rukometna ekipa "Medveščaka" je djelovala do 1968. godine. 

## O klubu
Ženska ekipa "Medveščaka" je najveće uspjehe imala 1960.-ih godina. U sezonama 1965./66. i 1966./67. osvajaju prvenstvo Sjeverne regije Hrvatske rukometne lige, čome ostvaruju plasman na završnicu Prvenstva SR Hrvatske, koja oba puta osvajaju (1966. u Bosanskom Brodu i 1967. u Trogiru). Kao prvakinje Hrvatske su sudjelovale u kvalifikacijama za Prvu saveznu ligu (1966. u Mariboru i 1967. u Nišu), ali ne uspijevaju. Upravi kluba je odgovaralo da se igračice ne plasiraju u Prvu saveznu ligu, da ne izdvajaju dodatna financijska sredstva. Zbog toga, nakon kvalifikacija 1967. godine, trener Mladen Žunić i tehnički referent Anđelko Kurtanjek su podnijeli ostavke, a većina igračica najavila odlazak iz kluba. Oslabljena ekipa je u sezoni 1967./68. započela s natjecanjem u Sjevernoj regionalnoj hrvatskoj ligi, ali zbog daljnih nesporazuma i sukoba s Upravnim odborom kluba, došlo je do gašenja i rasformiranja ženske ekipe početkom 1968. godine, te proljetni dio sezone nisu igrale.  

## Uspjesi
Prvenstvo SR Hrvatske
- prvakinje: 1966., 1967.

Sjeverna regija Hrvatske rukometne lige
- prvakinje: 1965./66., 1966./67.

## Unutrašnje poveznice
- RK Medveščak